# کلیسای ادونتیست‌های روز هفتم
کلیسای ادونتیست‌های روز هفتم (به انگلیسی: Seventh-day Adventist Church) یکی از مذاهب مسیحیت پروتستان می‌باشد که مهم‌ترین شاخصه آن‌ها مراعات کردن روز سبت، روز هفتم اصلی در هفته مسیحیت و یهودیت، و همچنین وقوع حتمی ظهور دوم عیسی مسیح می‌باشند. این مذهب بر اثر نهضت میلریسم در آمریکا رشد کرد و به صورت رسمی در سال ۱۸۶۳ تشکیل شد. در میان بنیان‌گذاران آن آیلین وایت بود که دست نوشته‌های جامع او هم‌اکنون در کلیسا نگهداری می‌شود. این کلیسا حدوداً ۱۸٫۱ میلیون عضو غسل تعمید شده دارد و دوازدهمین بدنه بزرگ مذهبی در جهان است.

## اعتقادات
آموزه‌های رسمی ادونتیست‌های روز هفتم در ۲۸ باور بنیادی آن بیان شده‌است. این بیانیهٔ اعتقادات در اصل توسط کنفرانس عمومی در سال ۱۹۸۰ اختیار شد و اعتقاد دیگری در ۲۰۰۵ به آن افزوده شد. پذیرش هر یک از دو عهد غسل تعمیدی کلیسا پیش نیاز عضویت است. انتظار ظهور تنها ادعای یک کیش را دارد: «انجیل، و انجیل به تنهایی.»
مجموعهٔ عموماً به رسمیت شناخته شده‌ای از آموزه‌های «متمایز» هست که انتظار ظهور را از بقیهٔ جهان مسیحی متمایز می‌کند، گرچه همهٔ این آموزه‌ها منحصر به انتظار ظهور نیستند:
- قانون (باور بنیادی ۱۹)—قانون خدا «ده فرمان تجسم یافته،» که هنوز برای مسیحیان الزام‌آور است.
- روز سبت (باور بنیادی ۲۰)— شبات باید در هفتمین روز هفته، مشخصاٌ، از غروب جمعه تا غروب شنبه باید مراعات شود.
- ظهور دوم و آخرالزمان (باورهای بنیادی ۲۵–۲۸)—عیسی پس از یک «عصر دشواری» که طی آن شبات به آزمونی جهانی بدل می‌شود، آشکارا به زمین بازخواهد گشت. در پی ظهور دوم هزاره‌ای از حکمرانی قدیسان در بهشت خواهد آمد. فرجام‌شناسی منتظران ظهور مبتنی بر روش تاریخ‌گرایانه از تفسیر پیامبرانه است.
- ذات جامع انسان (باورهای بنیادی ۷، ۲۶)— انسان‌های اتحادی جداناپذیر از جسم، ذهن و روحند. آنان دارای روحی فناناپذیر نیستند و پس از مرگ هشیاری‌ای وجود ندارد (آنچه خواب روح خوانده می‌شود)
- فناناپذیری شرطی (باور بنیادی ۲۷)— بدکاران دچار عذاب ابدی در دوزخ نمی‌شوند، بلکه در عوض به‌طور دائمی نابود می‌شوند.
- نبرد بزرگ (باور بنیادی ۸)—بشریت دچار «نبرد بزرگی» بین عیسی و شیطان است. این توضیحی بر باور رایج مسیحی است که شر در بهشت توسط فرشته‌ای (لوسیفر) علیه قانون خدا شورید آغاز شد.
- خدمت مسیح در معبد آسمانی (باور بنیادی ۲۴)— عیسی مسیح در آغاز صعود خود به آسمان، کفاره‌ای در معبد آسمانی را آغاز کرد. در ۱۸۴۴، او شروع به پاک کردن معبد آسمانی در ادای یوم‌کیپور کرد.
- داوری تحقیقی (باور بنیادی ۲۴)— از ۱۸۴۴، داوری در خصوص مسیحیان معتقد شروع شد، که در آن تمام کتب در همهٔ جهان بازبینی خواهند شد. داوری تحقیقی تأیید خواهد کرد چه کسانی رستگار خواهند شد، و خدا را در نظر جهانیان از نظر نحوهٔ مواجهه با نوع بشر توجیه خواهد کرد.
- بازماندگان و رسالت ایشان (باور بنیادی ۱۳)—باقیماندگان آخرالزمانی خواهند داشت که به فرمان‌های خدا عمل خواهند کرد و از «شهادت عیسی» برخوردار خواهند بود. این باقی‌ماندگان «پیام‌های سه فرشته» را به جهان اعلام خواهند کرد.
- روح نبوت (باور بنیادی ۱۸)—به راه و رسم الن وایت عموماً روح نبوت گفته شده و مکتوبات او «منشأی ادامه‌دار و معتبر از حقیقت» تلقی می‌شود، گرچه نهایتاً تابع انجیل است.[۵]

## آداب و رسوم

### سلامتی و رژیم غذایی
از دهه ۱۸۶۰ که کلیسا شروع شد، سلامت، از تاکیدات کلیسای ادونتیست بوده‌است. ادونتیست‌ها به خاطر ارایه یک «پیام بهداشتی» معروف هستند که گیاه‌خواری را ترویج می‌کند و از پیروانش انتظار دارد که به قوانین کوشر و به خصوص مصرف غذاهای کوشر آن چنان‌که در فصل ۱۱ سفر لاویان توصیف شده یعنی پرهیز از گوشت خوک، صدف و دیگر حیوانات که به عنوان «ناپاک» شناخته می‌شوند، پایبند باشند.
این کلیسا اعضایش را از مصرف مشروبات الکلی، تنباکو یا مواد مخدر غیرقانونی (با مقایسه مسیحیت و الکل) بازمی‌دارد. علاوه بر این، برخی اندونتیست‌ها از قهوه، چای، کولا و سایر نوشیدنی‌ها که حاوی کافئین هستند اجتناب می‌کنند.
طبق نظرسنجی سال ۲۰۰۲ رهبران کلیسای محلی، حدود ۳۵ درصد از این ادونتیست ها گیاه‌خواری یا وگانیسم را پیشه می‌کنند.
بنا بر پژوهش با بودجه مؤسسه ملی سلامت نشان داده شده به‌طور میانگین هر ادونتیست در کالیفرنیا ۴ تا ۱۰ سال طولانی‌تر از یک کالیفرنیایی زندگی می‌کند. این پژوهش، که سوژه روی جلد شماره نوامبر ۲۰۰۵ نشنال جئوگرافیک بود، اظهار می‌دارد که دلیلش این است که ادونتیست‌ها سیگار نمی‌کشند و الکل نمی‌نوشند، هر هفته یک روز استراحت دارند و رژیم غذایی سالم، کم چربی و گیاه‌خواری دارند که سرشار از حبوبات و ذرات روغنی است. به هم پیوستگی شبکه اجتماعی ادونتیست‌ها هم از جمله توضیحات این طول عمر طولانی آنها عنوان شده‌است.